# Позим (станція)
По́зим (рос. Позимь) — залізнична станція на залізниці Іжевськ-Воткінськ Горьківської залізниці в Росії. Розташована безпосередньо на території міста Іжевськ, Удмуртія.

## Маршрути[1]
- Поїзд 6362 — Іжевськ-Воткінськ